# Психлікарня (фільм)
«Психлікарня» (англ. Asylum) — американський фільм жахів, що вийшов відразу на DVD 15 липня 2008 року на студії «20th Century Fox Home Entertainment». Режисер — Девід Р. Елліс, зняв фільми «Пункт призначення» та «Зміїний політ». Головну роль зіграла Сара Ремер, знана за трилером «Параноя». 
Слоган картини: «Одного разу потрапивши сюди, ти ніколи звідси не вийдеш» (англ. Once you're in, you can never get out).

## Зміст
Оселившись у заново відремонтованому гуртожитку, першокурсники дізнаються, що багато років тому в цій будівлі розміщувалася психіатрична клініка, де божевільний доктор ставив моторошні експерименти над беззахисними пацієнтами. Доктор був убитий, але примара його донині блукає будівлею у пошуках нових жертв.

## Ролі
- Сара Ремер — Медісон
- Кароліна Гарсія — Майя
- Еллен Холлман — Айві
- Рендал Сімс — Рез
- Тревіс Ван Вінкл — Томмі
- Джейк Максворсі — Холт
- Коді Кеш — Стринг
- Марк Рольстон — Доктор
- Джон Інсько — Мекі
- Бен Деніель — Брендон
- Каролайн Кент — Мэдисон в детстве
- Брентлі Поллок - Брендон в дитинстві
- Крістал МакЛорен-Коні - Університетський гід

## Знімання
Основна частина знімання відбувалася в студ-містечку «Winthrop University» у Рок-Хілл в Південній Кароліні. Частина назв закладів змінили на час знімання картини:
- «Winthrop University» перейменували у «Richard Miller University».
- «Tillman Hall» змінили на «Tagert Hall».
- «Tillman Hall» на «Burke Asylum, Public Institute for the Young» в сценах флешбеков.
- Участок «Winthrop Police» виконав роль «Richard Miller University».

Але офіційні кольори університету - гранатовий і золотий - були збережені.

## Реліз

### Касові збори
При бюджеті в $ 11 млн, загальні касові збори склали $69 290 289.

### Критика
Картина отримала вкрай негативні відгуки з боку критиків і глядачів. місцева газета «The Herald of Rock Hill» назвала картину «неоригінальною, виснажливою і безглуздою. У сценарії немає тонкощі, оригінальних ідей і нічого такого, що виділяло б картину з десятка подібних з того моменту, як Уес Крейвен зняв свій „Крик“ більше 10 років тому».

### Вихід в Росії
На відміну від США, картина вийшла у Росії в обмежений кіно-прокат 24 липня 2008 року. Також кіно-релізу фільм удостоївся в Філіппінах та Таїланді.